# Zhen Luan
Zhen Luan, né vers 535 dans le comté de Wuji (aujourd'hui la province du Hubei) et mort en 566, est un mathématicien et astronome taoïste chinois, actif lors de la dynastie des Zhou du Nord (557-581) de la période des dynasties du Nord et du Sud.

## Biographie
Zhen Luan est surtout connu pour ses commentaires sur les anciens traités de mathématiques dont il a accordé une attention particulière à la technique de calcul des "Neuf Palais" ; sa description du carré de Luo Shu représente un exemple primitif de commentaire de texte sur ce schéma.
Il a développé le calendrier Tianhe implémenté en 566 et couvrant les dix-huit années suivantes.
Zhen s'est formé dans une congrégation taoïste, puis s'est converti au bouddhisme par dégoût des pratiques sexuelles taoïstes (en). Il a écrit le texte anti-taoïste Xiaodao Lun (en) adressé en 570 à l’empereur Wudi (Zhou du Nord) (en) des Zhou du Nord.
Son érudition solide a été louée par Yan Yuan (1635-1704).